# Ash Meadows National Wildlife Refuge
Das Ash Meadows National Wildlife Refuge ist ein National Wildlife Refuge, das vom United States Fish and Wildlife Service verwaltet wird. Es befindet sich 140 km nordwestlich von Las Vegas, Nevada im südlichen Nye County. Das 9.300 Hektar (93 km²) große Schutzgebiet ist Teil des größeren Desert National Wildlife Refuge Complex, der ebenfalls das Desert National Wildlife Refuge, das Moapa Valley National Wildlife Refuge, das Pahranagat National Wildlife Refuge und die Amargosa Pupfish Station beinhaltet.
Das Schutzgebiet wurde am 18. Juni 1984 geschaffen, um mindestens 26 endemischen Pflanzen- und Tierarten einen Lebensraum zu bieten. Vier Fischarten und eine Pflanzenart sind gegenwärtig im Endangered Species Act als „stark gefährdet“ (endangered) gelistet. Die Konzentration endemischen Lebens in Ash Meadows ist größer als in jeder anderen Region in den Vereinigten Staaten und die zweithöchste in Nordamerika. 
Ash Meadows bietet ein wertvolles Beispiel für Wüstenoasen, die heute extrem selten im Südwesten der Vereinigten Staaten sind. Das Schutzgebiet ist ein Hauptentlastungspunkt für ein riesiges unterirdisches Wassersystem, das sich mehr als 160 km nach Nordosten ausdehnt. Wasserführende Schichten, die in mehr als 30 Wasserreservoiren und Quellen an die Oberfläche kommen, bieten eine reiche, komplexe Vielfalt an Lebensräumen. Im Norden und Westen befinden sich die Überreste der Warmwasserquellen von Carson Slough, die in den 1960er-Jahren durch Torfaufbau entwässert wurden. Im Westen und Süden von Ash Meadows gibt es Sanddünen. Weiter sind zahlreiche Strömungskanäle und Feuchtgebiete im gesamten Ash Meadows National Wildlife Refuge verteilt. 

## Flora und Fauna
Zu den endemischen Fischtaxa zählen der Teufelskärpfling (Cyprinodon diabolis), der ausschließlich im Devils Hole, einem unterirdischen Wasserreservoir vorkommt, Cyprinodon nevadensis mionectes, Cyprinodon nevadensis pectoralis und Rhinichthys osculus nevadensis. Der Ash-Meadows-Killifisch (Empetrichthys merriami)  und die Ash-Meadows-Wühlmaus (Microtus montanus nevadensis) gelten seit den 1950er- beziehungsweise 1930er-Jahren als ausgestorben. Eine vom Aussterben bedrohte Süßwasserschneckenart, die in nur sechs Quellen in Ash Meadows vorkommt, ist Pyrgulopsis erythropoma. Die seltene Schwimmwanzenart Ambrysus amargosus hat ein sehr kleines Verbreitungsgebiet in den Point-of-Rocks Springs. Einheimische Pflanzentaxa sind unter anderem Enceliopsis nudicaulis var. corrugata, Grindelia fraxino-pratensis, Nitrophila mohavensis, Astragalus phoenix und Zeltnera namophila. Im Jahr 2010 wurden in Ash Meadows zwei neue Bienenarten aus der Gattung Perdita entdeckt.